# Promethei Planum
Promethei Planum ist eine ausgedehnte Hochebene (Planum) auf dem Planeten Mars.
Sie befindet sich in der Nähe des Südpols des Mars etwa bei 76 Grad südlicher Breite und 105 Grad östlicher Länge. Es handelt sich dabei wahrscheinlich um ein ehemaliges Einschlagbecken, das durch die Nähe zum Südpol je nach Marsjahreszeit stellenweise mit Eis bedeckt ist.
Im nördlichen Teil der Hochebene befindet sich der etwa einhundert Kilometer große und 800 m tiefe Einschlagskrater Liais, welcher nach dem französischen Astronomen Emmanuel Liais (1826–1900) benannt ist.
Auf Aufnahmen der Sonde Mars-Express vom 22. September 2005 ist zu sehen, dass Teile davon mit einer bis zu 3500 m dicken Eisschicht bedeckt sind.